# Norgesmesterskapet 1962
La Norgesmesterskapet 1962 di calcio fu la 57ª edizione del torneo. La squadra vincitrice fu il Gjøvik-Lyn, che vinse la finale contro il Vard Haugesund con il punteggio di 2-0.

## Risultati

### Terzo turno
| Squadra 1    | Risultato      | Squadra 2      |
| ------------ | -------------- | -------------- |
| Sarpsborg    | 3 – 1          | Ørn            |
| Lisleby      | 4 – 1          | Fram Larvik    |
| Østsiden     | 3 – 1          | Odd            |
| Vålerengen   | 2 – 1          | Rapid          |
| Lillestrøm   | 4 – 3          | Greåker        |
| Gjøvik-Lyn   | 6 – 1          | Langevåg       |
| Raufoss      | 1 - 3          | Lyn Oslo       |
| Drafn        | 2 – 1          | Skeid          |
| Eik-Tønsberg | 1 – 0          | Stavanger      |
| Pors         | 2 - 5          | Fredrikstad    |
| Ulf          | 0 - 1          | Brann          |
| Viking       | 2 - 2 (d.t.s.) | Bryne          |
| Djerv 1919   | 0 - 6          | Vard Haugesund |
| Rosenborg    | 4 – 0          | Braatt         |
| Steinkjer    | 3 – 1          | Brumunddal     |

#### Ripetizione
| Squadra 1 | Risultato | Squadra 2 |
| --------- | --------- | --------- |
| Bryne     | 2 – 1     | Viking    |

### Quarto turno
| Squadra 1      | Risultato      | Squadra 2    |
| -------------- | -------------- | ------------ |
| Fredrikstad    | 4 – 2          | Lillestrøm   |
| Lyn Oslo       | 1 - 2          | Østsiden     |
| Drafn          | 2 - 3          | Rosenborg    |
| Gjøvik-Lyn     | 6 – 1          | Lisleby      |
| Bryne          | 2 - 3          | Vålerengen   |
| Vard Haugesund | 3 – 0          | Eik-Tønsberg |
| Brann          | 0 - 0 (d.t.s.) | Aalesund     |
| Steinkjer      | 1 - 1 (d.t.s.) | Sarpsborg    |

#### Ripetizione
| Squadra 1 | Risultato | Squadra 2 |
| --------- | --------- | --------- |
| Aalesund  | 1 - 2     | Brann     |
| Sarpsborg | 2 – 0     | Steinkjer |

### Quarti di finale
| Squadra 1      | Risultato | Squadra 2   |
| -------------- | --------- | ----------- |
| Vålerengen     | 2 - 4     | Gjøvik-Lyn  |
| Vard Haugesund | 2 – 1     | Fredrikstad |
| Rosenborg      | 2 – 1     | Brann       |
| Sarpsborg      | 2 – 1     | Østsiden    |

### Semifinali
| Squadra 1  | Risultato      | Squadra 2      |
| ---------- | -------------- | -------------- |
| Rosenborg  | 2 - 3          | Vard Haugesund |
| Gjøvik-Lyn | 1 - 1 (d.t.s.) | Sarpsborg      |

#### Ripetizione
| Squadra 1                                     | Risultato      | Squadra 2  |
| --------------------------------------------- | -------------- | ---------- |
| Sarpsborg                                     | 1 - 1 (d.t.s.) | Gjøvik-Lyn |
| Seconda ripetizione sul campo neutro di Oslo. |                |            |
| Gjøvik-Lyn                                    | 3 – 2          | Sarpsborg  |

### Finale
| Arbitro: | Dragvoll |

|                |           |  |
| Backe 20’, 62’ | Marcatori |  |

#### Formazioni
| Gjøvik-Lyn |  |                     |
|            |  |                     |
|            |  | Stein Morris Mellum |
|            |  | Rolf Hagen          |
|            |  | Arne Amundsen       |
|            |  | Knut Iversen        |
|            |  | Odd Hermansen       |
|            |  | Håkon Skattum       |
|            |  | Einar Opstad        |
|            |  | Kjell Kolberg       |
|            |  | Rolf Bjørn Backe    |
|            |  | Erik Johansen       |
|            |  | Knut Solbrækken     |